# Fort de São Marcelo
Fort de São Marcelo (portuguès: Forte São Marcelo), també conegut com Forte de Nossa Senhora do Pópulo e São Marcelo o Forte do Mar, a Salvador a Bahia, Brasil. És un fort brasiler que constitueix una petita illa a l'oceà Atlàntic que mira al centre de Salvador de Bahia, sobre un petit terreny davant de la costa a la Baía de Todos os Santos.

## Descripció
Dempeus en un petit banc d'esculls d'uns 300 metres (980 ft) de la costa, és un dels dos forts separats per l'aigua de la terra al Brasil, l'altre és el Fort Tamandaré da Laje Tamandaré a Rio de Janeiro. És l'únic fort cilíndric del Brasil. El seu disseny segueix els de Castel Sant'Angelo a Itàlia i São Lourenço do Bugio Fort a Portugal. És conegut popularment com el "Forte do Mar" (Fort del Mar). Va ser construït per protegir la important ciutat portuària Salvador de les amenaces; la ciutat va tenir el major nombre de forts durant el període colonial del Brasil.

## Història
El fort va ser dissenyat i la construcció va començar el 1608 sota Francisco Frias Mosque. La primera prova documental del fort es troba en un plànol de la ciutat de Salvador titulat Planta da Cidade do Salvador, na Baía de Todos os Santos, que data de 1616. El fort es va acabar l'any 1623 durant el govern del governador general Diogo de Mendonça Furtado; estava construït íntegrament amb fusta amb 19 peces d'artilleria de diversos calibres.
El fort va ser un objectiu principal dels holandesos el 1624 durant la captura de Bahia. Va ser el primer espai de Bahia ocupat pels holandesos, que el van utilitzar com a base per disparar contra la ciutat. Es van llançar bales incendiàries des del fort fins al centre de la ciutat de Salvador, fet que va facilitar la presa de la ciutat. Bahia va tornar als portuguesos com a part de la Reconquista de Bahia el 1625, però la regió va romandre sota atac durant el domini holandès del nord-est del Brasil de 1630 a 1654. El fort va tenir un paper decisiu en la defensa de Bahia durant un intent d'invasió del comte Johan Maurits van Nassau-Siegen (1604-1679) entre abril i maig de 1638.
Una reconstrucció del fort va ser ordenada el 1650 pel governador general João Rodrigues de Vasconcelos e Sousa (1649-1654) després de la Guerra de la Restauració portuguesa. Aquest període de construcció va veure la construcció d'una torreta al punt més alt de la barra de sorra; es troba a 15 metres (49 ft) . Una nova reconstrucció l'any 1728 va veure l'aparició d'una muralla al voltant del perímetre del fort. El 1759 es va informar que tenia 54 plaques protectores de bronze i ferro. Va passar a formar part d'un reguitzell de forts que protegien el sud de Salvador; el fort de São Marcelo es va situar entre el petit fort de Nostra Senyora de Monserrate al nord i el fort de Sant Pere i la bateria de São Paulo da Gamboa al sud.

## Referències

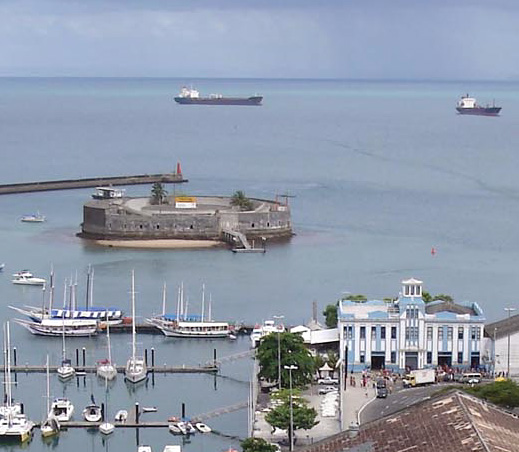